# Yankee Hill (Nebraska)
Yankee Hill je naseljeno područje za statističke svrhe u američkoj saveznoj državi Nebraska. Prema popisu stanovništva iz 2010. u njemu je živjelo 292 stanovnika.